# Ophiodermella akkeshiensis
Ophiodermella akkeshiensis là một loài ốc biển, là động vật thân mềm chân bụng sống ở biển thuộc họ Borsoniidae.